# Hafn
Hafn (Hf, łac. hafnium) – pierwiastek chemiczny, metal przejściowy. Nazwa pochodzi od łacińskiej nazwy Kopenhagi „Hafnia”, gdzie został odkryty.
Odkrywcami hafnu są György von Hevesy z Węgier i Dirk Coster z Holandii. Został odkryty w 1922 roku. O odkryciu poinformował Niels Bohr w przemówieniu wygłoszonym 11 grudnia 1922 roku, w związku z otrzymaniem Nagrody Nobla w dziedzinie fizyki. Odkrycia hafnu dokonano dzięki wykorzystaniu założeń teorii budowy atomu Bohra i było ono jednocześnie dowodem trafności tej teorii. Pierwsza publikacja, informująca o odkryciu hafnu ukazała się 2 stycznia 1923 roku.
Hafn występuje w przyrodzie zawsze wspólnie z bardzo podobnym do niego pod względem chemicznym cyrkonem. W związku z tym niemal niemożliwe jest wyizolowanie próbki jednego pierwiastka bez domieszki drugiego. Zawierający 2% cyrkonu hafn uważany jest za bardzo czysty, podobna tolerancja obowiązuje dla cyrkonu. Hafn występuje w skorupie ziemskiej w ilości 5,3 ppm (wagowo). Jego najważniejszym minerałem jest alwit (Hf, Th, Zr)SiO4∙xH2O. Węglik hafnu HfC ma bardzo wysoką temperaturę topnienia, powyżej 3890 °C, a stop węgliku hafnu i węgliku tantalu (Ta4HfC5) ma jedną z najwyższych znanych temperatur topnienia: 3990 °C.

## Zastosowanie
Z uwagi na wysokie pochłanianie neutronów termicznych (600 razy większe od cyrkonu) stosowany jest w cermetalach na pręty regulacyjne reaktorów jądrowych.
Hafn był wykorzystywany w rodzinie procesorów Intela Penryn, jako izolacja tranzystorów (wykonywanych w technologii MOSFET) pozwalająca zachować stabilność przetwarzania informacji – obniżyć stopę błędów. Stosowanie dwutlenku hafnu HfO2 zamiast typowego dwutlenku krzemu SiO2 podyktowane jest wysoką wartością jego stałej dielektrycznej, dzięki czemu zmniejsza się „wyciekanie” elektronów (zjawisko tunelowe) przez bardzo cienkie warstwy izolatora. Stosuje się go również w elektrodach wykorzystywanych w cięciu plazmowym.